# Heaven Shall Burn
Heaven Shall Burn (ofta förkortad HSB) är ett tyskt melodiskt death metal-band från Saalfeld i Thüringen, bildat 1998. Bandet är kontrakterat till Century Media Records och har släppt tio studioalbum. Deras låttexter intar ett tydligt vänsterperspektiv och handlar ofta om antirasism och sociala orättvisor.

## Historik
Heaven Shall Burn har sitt ursprung i bandet Before the Fall, grundat 1995 av gitarristen Maik Weichert och trummisen Matthias Voigt. Året därpå bytte de namn till Consense och spelade in en demo. Dåvarande sångaren och basisten lämnade bandet och ersattes av kusinerna Marcus och Eric Bischoff. Strax innan inspelningen av debut-EP:n In Battle... There Is No Law bytte gruppen ånyo namn, denna gång till Heaven Shall Burn, en referens till albumet Heaven Shall Burn... When We Are Gathered  av det svenska black metal-bandet Marduk.
Bandet fullängdsdebuterade i april 2000 på Lifeforce Records med Asunder. Då hade man redan släppt ett splitalbum med Caliban - The Split Album. Detta följdes upp av en del II under 2005. Whatever It May Take - album nummer två - gavs ut i november 2002. Turnéer och festivalspelningar följde på dessa album, däribland på Wacken Open Air och Summer Breeze, samt klubbspelningar som förband till bland andra Bolt Thrower och Unearth.
Heaven Shall Burn har släppt tio studioalbum. Det senaste, Heimat, gavs ut i juni 2025.

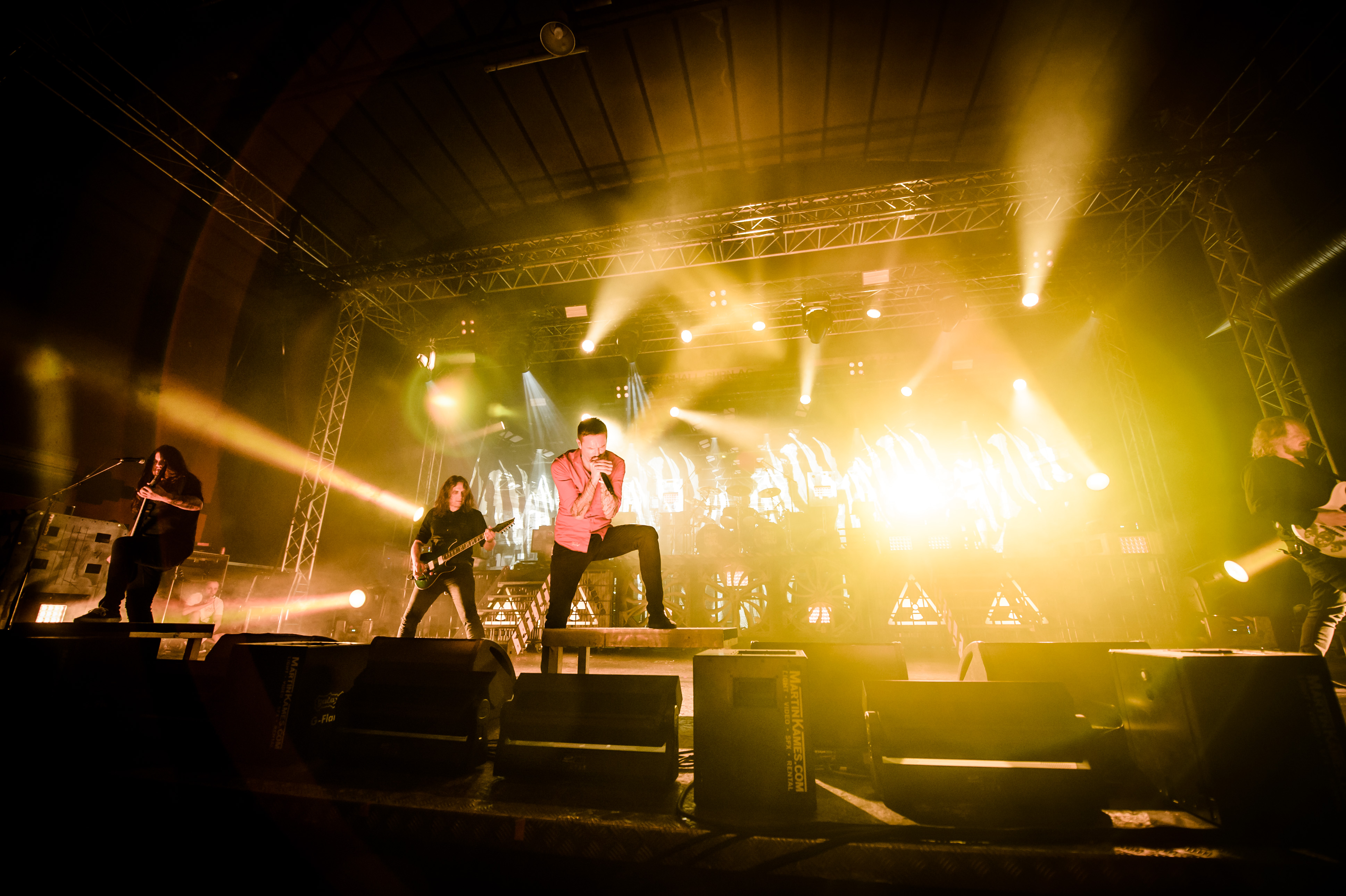
Live i Oberhausen 2018

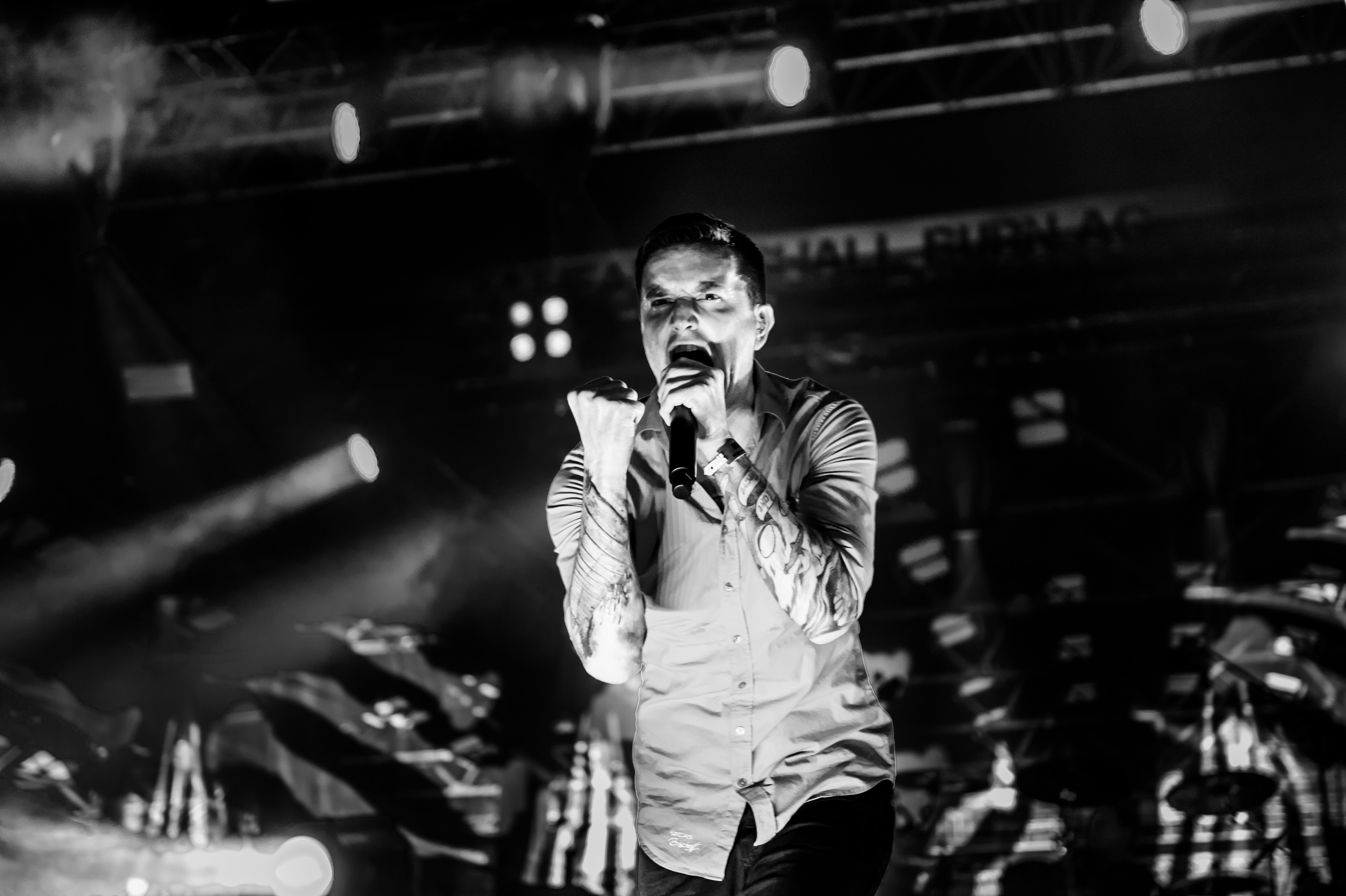
Live i Oberhausen 2018

## Medlemmar
Nuvarande medlemmar
- Eric Bischoff – basgitarr (1998– )
- Maik Weichert – gitarr (1998– )
- Marcus Bischoff – sång (1998– )
- Alexander Dietz – gitarr (2005– )
- Christian Bass – trummor (2013– )

Tidigare medlemmar
- Michael Hartmann – gitarr (1998)
- Patrick Schleitzer – gitarr (1998–2005)
- Matthias Voigt – trummor (1998–2013)

Turnerande medlemmar
- Daniel Wilding – trummor (2011– )
- Cory Arford – gitarr (2014–?)
- Jordan Lockrey – gitarr (2014–?)
- Christian Bass – trummor (2007–?)
- Andre Moraweck – sång
- Máté Bodor – gitarr (2018)

## Diskografi
Studioalbum
- 2000 – Asunder
- 2002 – Whatever It May Take
- 2004 – Antigone
- 2006 – Deaf to Our Prayers
- 2008 – Iconoclast
- 2010 – Invictus
- 2013 – Veto
- 2016 – Wanderer
- 2020 – Of Truth & Sacrifice
- 2025 – Heimat

Livealbum
- 2009 – Iconoclast II - Bildersturm (The Visual Resistance)

EP
- 1998 – In Battle... There Is No Law

Singlar
- 2008 – "Endzeit"
- 2020 – "Protector"
- 2020 – "Weakness Leaving My Heart"
- 2020 – "My Heart and the Ocean"
- 2020 – "Eradicate"
- 2022 – "Pillars of Serpents"
- 2025 – "My Revocation of Compliance"
- 2025 – "Confounder"

Annat
- 1999 – Heaven Shall Burn / Fall of Serenity (split-12"-vinyl)
- 1999 – Split: Deeds of Revolution (split-EP: Heaven Shall Burn / Fall of Serenity)
- 2000 – The Split Program (splitalbum: Heaven Shall Burn / Caliban)
- 2005 – "Tsunami Benefit" (splitsingel: Napalm Death / The Haunted / Heaven Shall Burn)
- 2005 – The Split Program II (splitalbum med Caliban)
- 2015 – The Mission Creep (splitalbum: Napalm Death / Heaven Shall Burn)

Video
- 2009 – Iconoclast II - Bildersturm (The Visual Resistance) (DVD)